# Zasadi, Destrnik
Zasadi este o localitate din comuna Destrnik, Slovenia, cu o populație de 45 de locuitori.